# Rinaldo Nocentini
Rinaldo Nocentini (Montevarchi, 25 settembre 1977) è un ex ciclista su strada italiano.
Scalatore, professionista dal 1999 al 2019, ha conquistato sedici successi da professionista e indossato per otto tappe la maglia gialla al Tour de France 2009.

## Carriera

### 1998-2006: gli esordi e i primi anni da professionista
Tra gli Juniores nel 1995 si classificò terzo nella prova di categoria al Mondiale di Forlì, preceduto dai connazionali Valentino China e da Ivan Basso. Attivo come dilettante dal 1996 al 1998 con la Grassi-Mapei di Poggio a Caiano e Castelnuovo, vinse alcune classiche toscane di categoria e ottenne il secondo posto nella prova Under-23 al Mondiale 1998 a Valkenburg, giungendo dietro a Ivan Basso, medaglia d'oro, e davanti a Danilo Di Luca, completando in tal modo nuovamente un podio tutto italiano. 
Nel 1999 divenne professionista con la Mapei-Quick Step e vinse subito due tappe del Tour de Langkawi in Malaysia. Nel 2002 si trasferì alla Fassa Bortolo, mentre nel 2003, in maglia Formaggi Pinzolo Fiavé, si aggiudicò il Giro di Toscana, prima vittoria da pro in Europa. Il triennio 2004-2006 lo vide gareggiare con l'Acqua & Sapone di Palmiro Masciarelli. Il primo anno si concluse con una vittoria di tappa al Giro di Polonia ed alcuni buoni piazzamenti al Giro d'Italia. Dopo un 2005 interlocutorio con una vittoria in Spagna (alla Subida al Naranco) e la mancata partecipazione al Giro d'Italia, visse la sua miglior stagione, in termini di vittorie, l'anno successivo. Nel 2006 ottenne infatti i successi a Giro dell'Appennino, Giro del Veneto e Coppa Placci, che gli permisero di ottenere la convocazione in Nazionale per i campionati del mondo di Salisburgo.

### 2007-2015: le stagioni all'AG2R
Dopo l'ottimo 2006, nel 2007 venne ingaggiato dalla squadra ProTour francese AG2R Prévoyance, che gli permise di partecipare alle corse più importanti del calendario mondiale. Con i nuovi colori vinse una tappa del Giro del Mediterraneo, con arrivo in salita sul Monte Faron, in Francia, e il Gran Premio Miguel Indurain in Spagna. Iniziò nel migliore dei modi il 2008, vincendo il Gran Premio di Lugano e salendo sul podio al Tour du Haut-Var e nella classifica finale della Parigi-Nizza, sempre alle spalle di Davide Rebellin (nella Parigi-Nizza ottenne anche un terzo posto nella tappa con arrivo sul Mont Ventoux). A causa di questo inizio di stagione, si presentò al Giro d'Italia in calo di forma ed ottenne soltanto un terzo posto nella diciottesima tappa con arrivo a Varese, sul circuito del mondiale 2008.
Iniziò la stagione 2009 vincendo, in febbraio, una tappa al Tour of California. Il 10 luglio 2009 conquistò la maglia gialla al Tour de France, al termine della settima tappa, da Barcellona ad Arcalís: mantenne il simbolo del primato per otto frazioni, fino al 19 luglio a Verbier, quando dovette cederlo allo spagnolo Alberto Contador. Al termine della corsa francese risulterà quattordicesimo in classifica generale. Aprì il 2010 con il secondo posto nel Tour Méditerranéen; in seguito alla squalifica di Valverde da parte del TAS nel maggio 2010 gli venne assegnata la vittoria di tale corsa. Il 27 febbraio dello stesso anno, nel corso del Gran Premio dell'Insubria, cadde in un burrone fratturandosi tibia, perone, malleolo e astragalo. Tornò alle corse solo in giugno, al Giro di Svizzera, e corse poi sia Tour de France (sempre lontano dai migliori) che Vuelta a España.
Nel 2011 chiude terzo al Tour du Haut-Var e al Gran Premio dell'Insubria, e prese parte al Giro d'Italia. Nel 2012, dopo il quarto posto alla Tirreno-Adriatico e il quinto al Critérium International, è secondo nella difficile tappa di Sion al Tour de Romandie; a fine stagione alla Vuelta a España, con il diciottesimo posto in classifica generale, è il migliore degli italiani. Nel 2013 si piazza terzo al Gran Premio Città di Camaiore e alla Strade Bianche, quinto al Trofeo Melinda (valido come campionato italiano in linea) e infine secondo nella tappa di Castelldefels alla Vuelta a España, anticipato da Warren Barguil; i piazzamenti gli valgono, come già l'anno prima a Valkenburg, la convocazione in Nazionale per i campionati del mondo in Toscana. Anche nelle due stagioni seguenti non mette a referto vittorie: nel 2014 si piazza secondo alla Milano-Torino, battuto da Giampaolo Caruso, mentre nel 2015 non va oltre alcuni piazzamenti Top 10, tra cui il settimo posto nella tappa di Verbania al Giro d'Italia.

### 2016-2019: in Portogallo
Terminata la sua esperienza dopo nove stagioni con l'AG2R La Mondiale (già AG2R Prévoyance), il 2 gennaio 2016 viene presentato dal suo nuovo team, la squadra Continental portoghese Sporting/Tavira.
Dopo essere arrivato secondo nella classifica generale del Tour d'Azerbaïdjan, in luglio torna alla vittoria dopo sei anni di astinenza aggiudicandosi (primo italiano a farlo) la corsa a tappe del Grande Prémio de Torres Vedras.. Il 25 giugno 2017 si aggiudica la medaglia di bronzo ai Campionati italiani su strada di Ivrea (TO).
Nel 2019 annuncia il proprio ritiro.

## Palmarès
- 1995 (Juniores)

5ª tappa Dusika Jugend Tour (Seeboden > Sankt Kanzian)
- 1996 (Under-23)

Gran Premio La Torre
- 1997 (Under-23)

Gran Premio Città di Empoli
- 1998 (Under-23)

Coppa Caduti-Puglia di Arezzo
Trofeo Sala del Brigidino
1ª tappa Giro delle Regioni (Campi Bisenzio > Scandicci)
- 1999 (Mapei-Quick Step, due vittorie)

9ª tappa Tour de Langkawi (Kuala Terengganu > Kota Bharu)
10ª tappa Tour de Langkawi (Pasir Mas > Gerik)
- 2003 (Formaggi Pinzolo Fiavé-Ciarrocchi Immobiliare, una vittoria)

Giro di Toscana
- 2004 (Acqua & Sapone-Caffè Mokambo, una vittoria)

5ª tappa Tour de Pologne (Oleśnica > Szklarska Poręba)
- 2005 (Acqua & Sapone-Adria Mobil, una vittoria)

Subida al Naranco
- 2006 (Acqua & Sapone, tre vittorie)

Giro dell'Appennino
Giro del Veneto
Coppa Placci
- 2007 (AG2R Prévoyance, due vittorie)

4ª tappa Tour Méditerranéen (Gréasque > Tolone/Mont Faron)
Gran Premio Miguel Indurain
- 2008 (AG2R La Mondiale, una vittoria)

Gran Premio di Lugano
- 2009 (AG2R La Mondiale, una vittoria)

7ª tappa Tour of California (Santa Clarita > Pasadena)
- 2010 (AG2R La Mondiale, due vittorie)

1ª tappa Tour du Haut Var (La Croix-Valmer > Grimaud)
Classifica generale Tour Méditerranéen
- 2016 (Sporting/Tavira, una vittoria)

Classifica generale Troféu Joaquim Agostinho
- 2017 (Sporting/Tavira, una vittoria)

1ª tappa Volta ao Alentejo (Portalegre > Castelo de Vide)
- 2018 (Sporting/Tavira, due vittorie)

3ª tappa La Tropicale Amissa Bongo (Fougamou > Lambaréné)
6ª tappa La Tropicale Amissa Bongo (Bitam > Oyem)

### Altri successi
- 2003 (Formaggi Pinzolo Fiavé-Ciarrocchi Immobiliare)

Classifica scalatori Österreich-Rundfahrt

## Piazzamenti

### Grandi Giri
- Giro d'Italia

2003: 60º
2004: 34º
2007: 47º
2008: 56º
2011: 70º
2015: 73º
- Tour de France

2009: 13º
2010: 98º
- Vuelta a España

2008: 23º
2009: ritirato (13ª tappa)
2010: 53º
2012: 18º
2013: 53º
2014: 96º
2015: 85º

### Classiche monumento
- Milano-Sanremo

2006: 33º
2008: 7º
2009: ritirato
2011: 95º
2012: 39º
2014: 47º
2015: 27º
- Liegi-Bastogne-Liegi

2000: 32º
2007: 20º
2008: 18º
2009: 15º
2011: 51º
2012: 11º
2013: 14º
2015: 77º
- Giro di Lombardia

2003: ritirato
2004: 27º
2005: 22º
2006: ritirato
2007: ritirato
2008: 20º
2009: ritirato
2010: ritirato
2011: ritirato
2012: 34º
2013: ritirato
2014: 10º

### Competizioni mondiali
- Campionati del mondo

Valkenburg 1998 - In linea Under-23: 2º
Salisburgo 2006 - In linea Elite: ritirato
Limburgo 2012 - In linea Elite: 76º
Toscana 2013 - In linea Elite: ritirato

## Riconoscimenti
- Premio Gino Bartali: 2009